# Костянтинівка (Костянтинівська сільська громада, Миколаївська область)
Костянти́нівка — село в Україні, адміністративний центр Костянтинівської сільської громади Миколаївського району Миколаївської області. Населення становить 837 осіб.

## Історія
Село засноване 1783 року.
Станом на 1886 рік у селі Гур'ївської волості мешкало 577 осіб, налічувалось 116 дворів.
17 липня 2020 року, в результаті адміністративно-територіальної реформи та ліквідації Новоодеського району, село увійшло до складу Миколаївського району.
3 квітня 2022 року, в ході великої московитської навали, російські загарбники крилатою ракетою Х-59 завдали удару по розташованому в селі елеватору компанії ТОВ «Баловнянська виробнича база» (ТОВ «Костянтинівський елеватор», група компаній ПАЕК), почалась пожежа на площі 1600 м², яку вдалось загасити.

## Населення
Згідно з переписом УРСР 1989 року чисельність наявного населення села становила 681 особа, з яких 307 чоловіків та 374 жінки.
За переписом населення України 2001 року в селі мешкало 837 осіб.

### Мова
Розподіл населення за рідною мовою за даними перепису 2001 року:
| Мова       | Відсоток |
| ---------- | -------- |
| українська | 92,35 %  |
| російська  | 6,57 %   |
| білоруська | 0,84 %   |
| молдовська | 0,12 %   |

## Уродженці
Уродженцем села є Д. Г. Куроп'ятник (1911—1981) — Герой Радянського Союзу. Його іменем названо одну із вулиць села.